# 乔丹·米奇
乔丹·格雷森·米奇（英語：Jordan Grayson Mickey，1994年7月9日—）為美國男子籃球運動員。
米奇在2015年NBA选秀第二輪第33順位獲得波士顿凯尔特人青睞，離開NBA舞台後前往歐洲發展，效力了希姆基、皇家马德里、聖彼得堡澤尼特以及博洛尼亞維圖斯。2024年11月6日，青岛国信海天宣布與米奇完成簽約，頂替阿基尔·米切尔。

## 外部連結
- 乔丹·米奇在NBA（英语）
- 乔丹·米奇在NBA G聯盟（英语）
- 乔丹·米奇在西班牙篮球甲级联赛（球員）（西班牙语）
- 乔丹·米奇在VTB聯賽（英语）
- 乔丹·米奇在中国男子篮球职业联赛
- 乔丹·米奇在Basketball-Reference.com（NBA）（英语）
- 乔丹·米奇在Basketball-Reference.com（NBA G聯盟）（英语）
- 乔丹·米奇在Basketball-Reference.com（國際）（英语）
- 乔丹·米奇在Sports-Reference.com（NCAA）（英语）
- 乔丹·米奇在ESPN（NBA）（英语）
- 乔丹·米奇在Eurobasket.com（球員）（英语）
- 乔丹·米奇在Proballers（英语）
- 乔丹·米奇在RealGM（英语）
- 乔丹·米奇在中国篮球数据库
- 乔丹·米奇在Flashscore（英语）